# Eucharis adscendens
Eucharis adscendens is een vliesvleugelig insect uit de familie Eucharitidae. De wetenschappelijke naam is voor het eerst geldig gepubliceerd in 1787 door Fabricius.